# European Society of Human Genetics
Die European Society of Human Genetics (ESHG) ist eine europäische Fachgesellschaft der Humangenetiker mit Sitz in Wien, die am 15. März 1967 gegründet wurde.

## Aktivitäten

### Kongresse
Die Gesellschaft organisiert jährliche Konferenzen, die üblicherweise im Juni stattfinden. 2020 fand die Jahrestagung erstmals rein virtuell statt und erreichte mit über 4000 Teilnehmern eine neue Höchstzahl. Weiterhin wird die Zusammenarbeit mit Patientengruppen gesucht, um die Information über genetische Testungen von Patienten zu verbessern.

### Fachzeitschriften
Die Vereinigung gibt das European Journal of Human Genetics heraus.

## Präsidenten seit 1990
| Name                   | Herkunftsland          | Amtszeit  |
| ---------------------- | ---------------------- | --------- |
| Christos Bartsocas     | Griechenland           | 1990–1991 |
| Giovanni Romeo         | Italien                | 1991–1992 |
| Margareta Mikkelsen    | Dänemark               | 1992–1993 |
| Albert de la Chapelle  | Finnland               | 1993–1994 |
| Marcus Pembrey         | Vereinigtes Königreich | 1994–1995 |
| Albert Schinzel        | Schweiz                | 1995–1996 |
| Ségolène Aymé          | Frankreich             | 1996–1997 |
| Malcolm Ferguson-Smitz | Vereinigtes Königreich | 1997–1998 |
| Andrea Ballabio        | Italien                | 1998–1999 |
| Jean-Louis Mandel      | Frankreich             | 1999–2000 |
| Gerd Utermann          | Österreich             | 2000–2001 |
| Stylianos Antonarakis  | Schweiz                | 2001–2002 |
| Gert-Jan van Ommen     | Niederlande            | 2002–2003 |
| Veronica Van Heyningen | Vereinigtes Königreich | 2003–2004 |
| Leena Peltonen         | Finnland               | 2004–2005 |
| Andres Metspalu        | Estland                | 2005–2006 |
| John Burn              | Vereinigtes Königreich | 2006–2007 |
| Pier Franco Pignatti   | Italien                | 2007–2008 |
| Jean-Jacques Cassiman  | Belgien                | 2008–2009 |
| Dian Donnai            | Vereinigtes Königreich | 2009–2010 |
| Milan Macek Jr.        | Tschechien             | 2010–2011 |
| Jörg Schmidtke         | Deutschland            | 2011–2012 |
| Stanislas Lyonnet      | Frankreich             | 2012–2013 |
| Han Brunner            | Niederlande            | 2013–14   |
| Helena Kääriäinen      | Finland                | 2014–15   |
| Feliciano Ramos        | Italien                | 2015–16   |
| Olaf Riess             | Deutschland            | 2016–17   |
| Christine Patch        | Vereinigtes Königreich | 2017–18   |